# 52-й меридіан східної довготи
52-й меридіан східної довготи — лінія довготи, що лежить на 52 градусів східніше Гринвіцького меридіана. Вона проходить від Північного полюса через Північний Льодовитий океан, Європу, Азію, Індійський океан, Південний океан та Антарктиду до Південного полюса.
52-й меридіан східної довготи формує велике коло разом із 128-мим меридіаном західної довготи.

## Список географічних об'єктів, що перетинає 52° сх. д.
Починаючи на Північному полюсі та рухаючись до Південного полюса, 52-й меридіан східної довготи проходить через:
| Координати                                                 | Країна, територія або море | Примітки |
| ---------------------------------------------------------- | -------------------------- | --- |
| 90°0′ пн. ш. 52°0′ сх. д. / 90.000° пн. ш. 52.000° сх. д.  | Північний Льодовитий океан | |
| 80°41′ пн. ш. 52°0′ сх. д. / 80.683° пн. ш. 52.000° сх. д. | Баренцове море             | Проходить між Землею Георга та островом Гукера, Земля Франца-Йосифа, Росія                                                                  |
| 72°6′ пн. ш. 52°0′ сх. д. / 72.100° пн. ш. 52.000° сх. д.  | Росія                      | Нова Земля — проходить через Південний острів                                                                                               |
| 71°28′ пн. ш. 52°0′ сх. д. / 71.467° пн. ш. 52.000° сх. д. | Баренцове море             | |
| 68°32′ пн. ш. 52°0′ сх. д. / 68.533° пн. ш. 52.000° сх. д. | Росія                      | |
| 51°40′ пн. ш. 52°0′ сх. д. / 51.667° пн. ш. 52.000° сх. д. | Казахстан                  | |
| 46°49′ пн. ш. 52°0′ сх. д. / 46.817° пн. ш. 52.000° сх. д. | Каспійське море            | |
| 45°24′ пн. ш. 52°0′ сх. д. / 45.400° пн. ш. 52.000° сх. д. | Казахстан                  | Проходить через півострів Мангишлак |
| 42°51′ пн. ш. 52°0′ сх. д. / 42.850° пн. ш. 52.000° сх. д. | Каспійське море            | |
| 36°35′ пн. ш. 52°0′ сх. д. / 36.583° пн. ш. 52.000° сх. д. | Іран                       | |
| 27°50′ пн. ш. 52°0′ сх. д. / 27.833° пн. ш. 52.000° сх. д. | Перська затока             | |
| 24°12′ пн. ш. 52°0′ сх. д. / 24.200° пн. ш. 52.000° сх. д. | ОАЕ                        | Проходить через острови Ясат |
| 24°10′ пн. ш. 52°0′ сх. д. / 24.167° пн. ш. 52.000° сх. д. | Перська затока             | |
| 23°59′ пн. ш. 52°0′ сх. д. / 23.983° пн. ш. 52.000° сх. д. | ОАЕ                        | Абу-Дабі |
| 23°37′ пн. ш. 52°0′ сх. д. / 23.617° пн. ш. 52.000° сх. д. | Саудівська Аравія          | Проходить через потрійну точку між Саудівською Аравією, Оманом та Єменом                                                                    |
| 19°0′ пн. ш. 52°0′ сх. д. / 19.000° пн. ш. 52.000° сх. д.  | Ємен                       | |
| 15°32′ пн. ш. 52°0′ сх. д. / 15.533° пн. ш. 52.000° сх. д. | Індійський океан           | Проходить західніше острова Абд-ель-Курі, Ємен Проходить між островами Посесьон[en] та Ест[en], Французькі Південні і Антарктичні Території |
| 60°0′ пд. ш. 52°0′ сх. д. / 60.000° пд. ш. 52.000° сх. д.  | Південний океан            | |
| 66°0′ пд. ш. 52°0′ сх. д. / 66.000° пд. ш. 52.000° сх. д.  | Антарктида                 | Проходить через Австралійську антарктичну територію (претендує Австралія)                                                                   |